# Joe Lisi
Joe Lisi (nacido el 9 de septiembre de 1950), también conocido como Joe Lissi, es un actor estadounidense. Entre los años 2000 y 2005 trabajó en la serie Third Watch interpretando al teniente Swersky. También apareció en la serie Law & Order: Special Victims Unit como el oficial Craig Lennon y en Los Soprano como Dick Barone.
Nació y se crio en Nueva York. Durante 24 años de su vida trabajó en el Departamento de Policía de Nueva York, retirándose con el rango de capitán. Mientras ya trabajaba para la policía (1969), Lisi se unió a las fuerzas de reserva del Cuerpo de Marines de los Estados Unidos y llegó al rango de cabo.
Tomó su primera clase de actuación a los 29 años e hizo su debut como actor en Broadway a los 52 años, en la obra Take Me Out, ganadora del Premio Tony como mejor obra de 2003.